# Cárnicas Molina

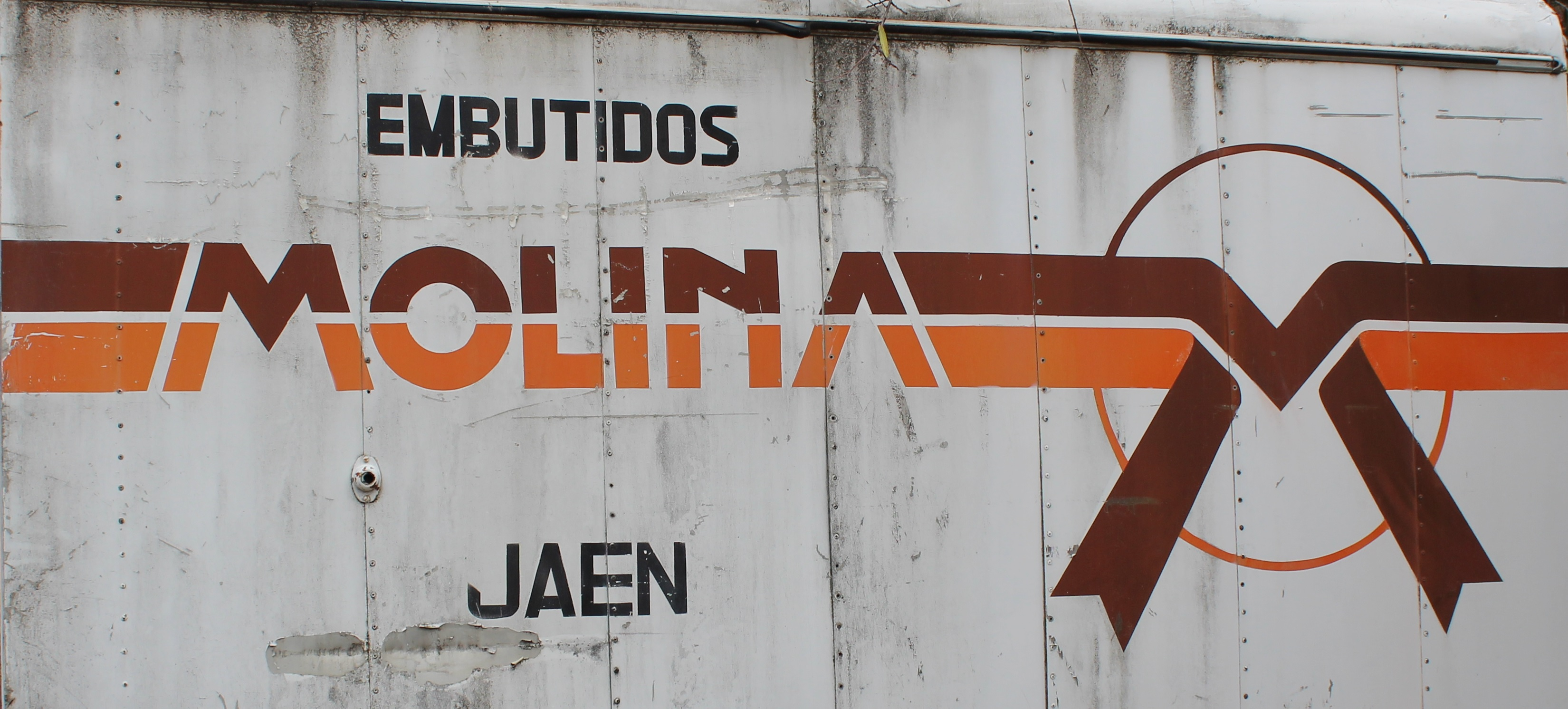
Logotipo de la extinta Cárnicas Molina.

Cárnicas Molina fue una empresa jiennense de alimentación dedicada a la industria cárnica porcina. Era la principal empresa cárnica andaluza, llegando a contar con 1.100 trabajadores y un matadero de 1.600 cerdos al día. Llegó a acaparar el 6 % del mercado cárnico español. Contaba con una infraestructura de fábrica, matadero y despiece que ocupaba unos terrenos de 50.000 metros cuadrados, que hoy día, en estado ruinoso, se ubican junto al polígono industrial Nuevo Jaén.

## Historia
La empresa se fundó en 1952 de manos de la familia Molina.
En la década de los ochenta e inicios de los noventa alcanza su mayor pujanza, facturando 15.000 millones de pesetas (90 millones de euros) y compitiendo con las principales firmas españolas del sector.
En el año 1993, Molina decide acudir a la Junta de Andalucía para solicitar ayuda financiera. Poco después Cárnicas Molina entra en suspensión de pagos. En 1995, la Junta de Andalucía, a través de Instituto de Fomento de Andalucía, toma la empresa (pagó una peseta por sus nueve plantas) y la vende poco después, en 1999, a Campofrío a través de su filial andaluza Campocarne, tras haber invertido en ella 54 millones de euros de ayudas que la Comisión Europea declaró ilegales por vulnerar la libre competencia. La Junta pretendía, por medio de un ajuste de plantilla, recuperar las cuentas de la empresa.

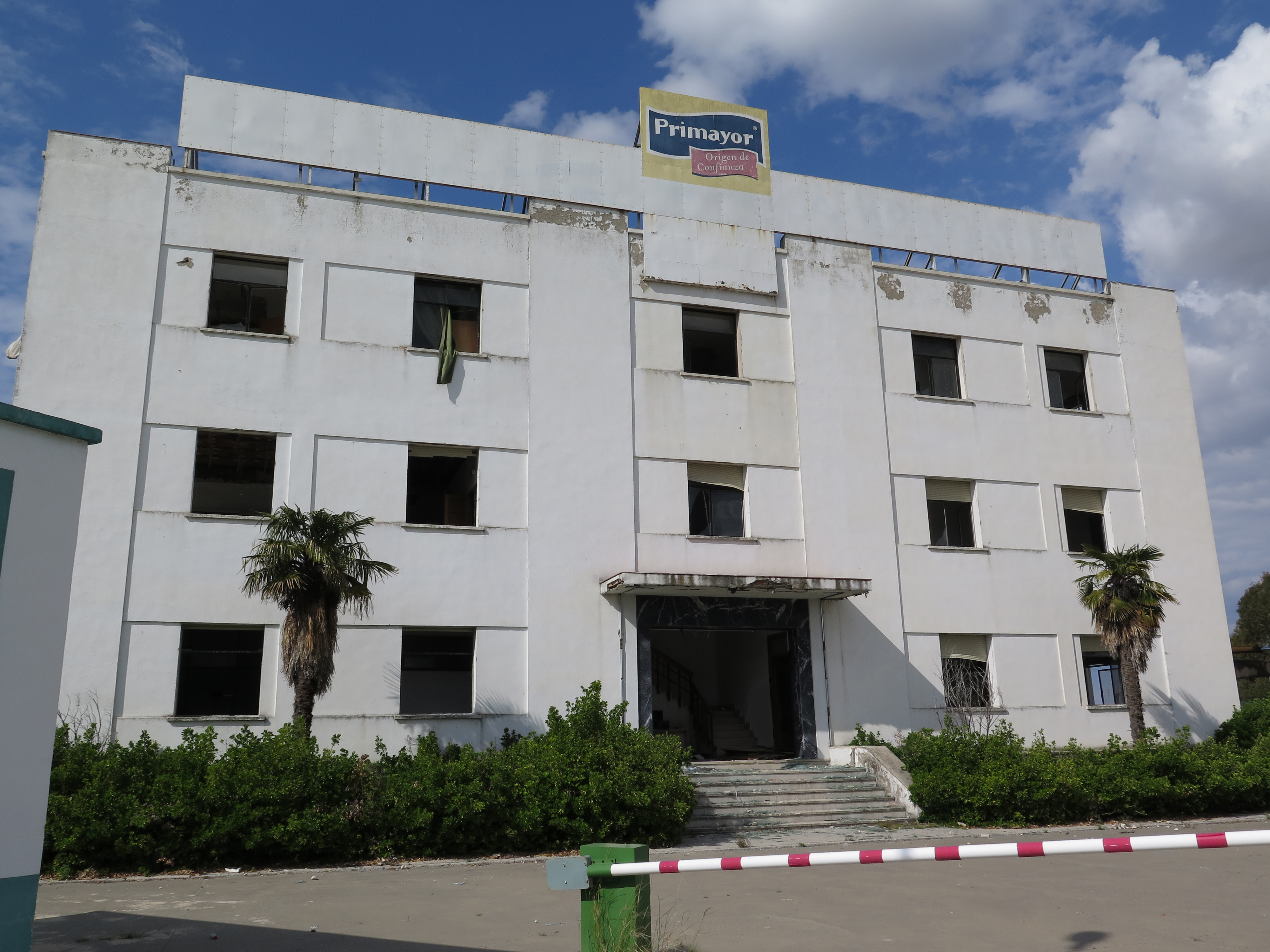
Edificio principal de oficinas de Cárnicas Molina abandonado.

Campofrío se comprometió a invertir 24 millones de euros en una nueva planta de elaborados cárnicos, fijando una reducción de plantilla de 475 a 300 trabajadores. La compañía no cumplió sus acuerdos y la vendió poco después a Proinserga.
El grupo segoviano Proinserga adquiere en 2004, a través de su filial Primayor Andalucía, a Cárnicas Molina. En 2007, con 148 trabajadores en plantilla, reconoce un déficit de 60 millones de euros y una situación de insolvencia.
A continuación, la empresa presenta un plan de choque consistente en jornada laboral de cinco horas diarias y reducción del salario de un 30 %, comenzando con 200 cerdos diarios para pasar a 400 en seis meses. El plan fue rechazado por los sindicatos, que sospechaban de la existencia de intereses especulativos detrás de estas maniobras de la empresa sobre los terrenos de la planta, de 50.000 metros cuadrados, que serían segregados y puestos en venta por parcelas. Consideraban que la empresa trabajaría a pérdidas para así declararse en quiebra en pocos años y poder especular con el valor de los terrenos tras su liquidación.
Los 148 trabajadores que fueron finalmente despedidos llevaron a cabo una acampada reclamando su recolocación, durante más de un año, frente a las puertas de la Delegación de la Junta de Andalucía, en el centro de la capital jiennense, considerada la acampada más larga de un colectivo laboral en España. La Junta de Andalucía, por medio del consejero Gaspar Zarrías, y el ayuntamiento de Jaén, por medio de la entonces alcaldesa socialista Carmen Peñalver, firmaron un acuerdo para la recolocación de la mitad del colectivo en una nueva planta de la empresa Dhul, por entonces en construcción, de platos prefabricados.

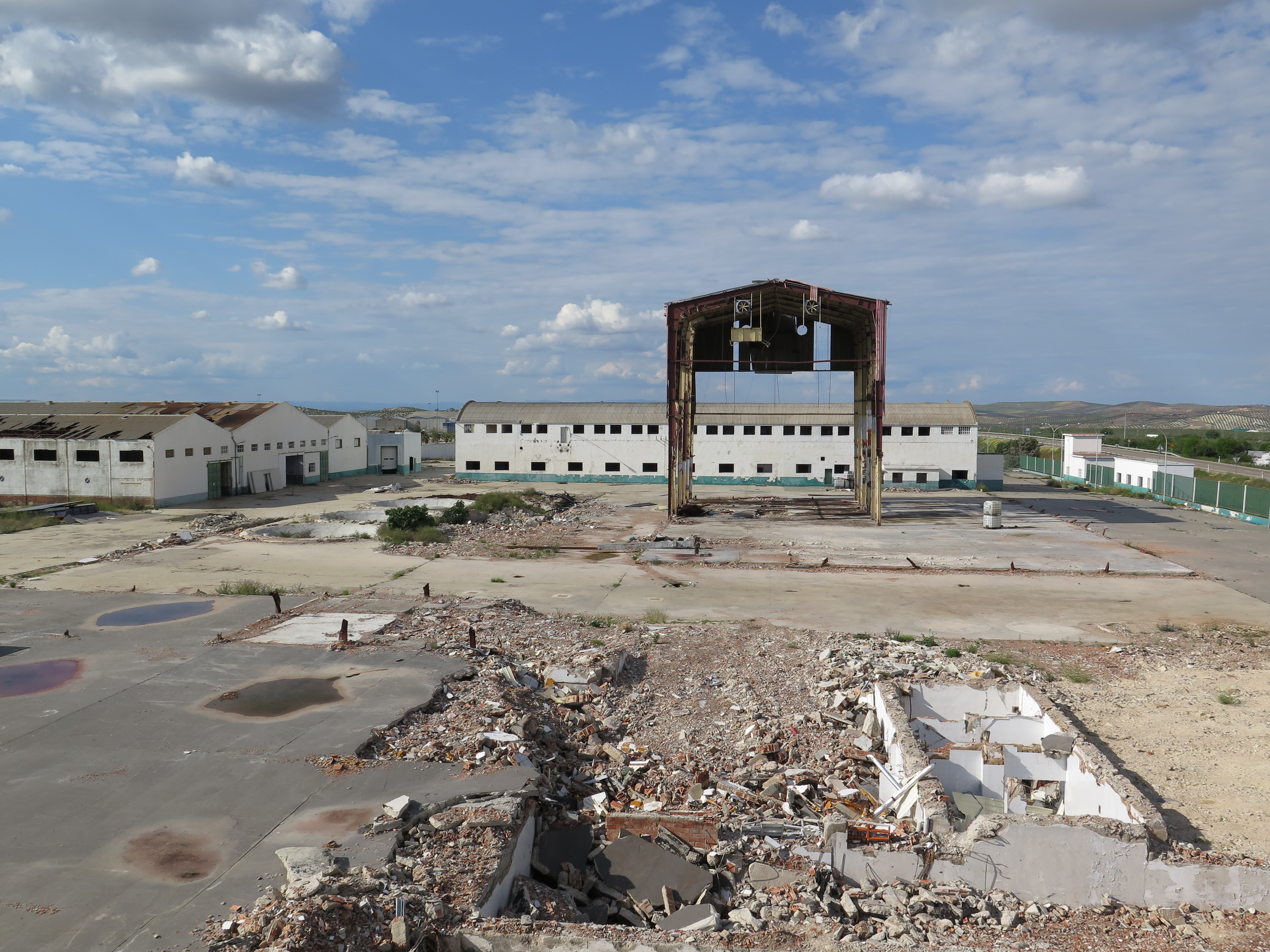
Instalaciones en desmantelamiento de Cárnicas Molina.

Sin embargo, la construcción de esta planta de platos prefabricados, que se levantaba a pocos metros de las antiguas instalaciones de Cárnicas Molina, considerada uno de los grandes proyectos de Dhul en Andalucía, se detuvo a mitad de su ejecución. Nueva Rumasa entró en suspensión de pagos y a continuación en concurso de acreedores, lo que supuso el abandono del proyecto. La planta ocuparía unos 142.000 metros cuadrados y en ella el grupo Nueva Rumasa invertiría 50 millones de euros y recolocaría a 75 antiguos trabajadores de Primayor, para poner en marcha dos líneas productivas, de caldos-zumos y de tortillas. Las estructuras que llegaron a construirse fueron abandonadas poco después y entraron en estado ruinoso, sufriendo posteriores incendios, principalmente de los materiales aislantes que se llegaron a  instalar. La Junta de Andalucía había invertido 2'2 millones de euros a fondo perdido en la construcción de la planta.

## Dinero público
El dinero público invertido por la Junta de Andalucía en Cárnicas Molina (54 millones de euros), al que hay que sumar el que se destinó como ayuda a los grupos privados que fueron entrando en la empresa, nunca pudo ser recuperado, ya que durante los tres años que estuvo en manos de las instituciones públicas registró siempre pérdidas, y más tarde tampoco se pudo reflotar. Posteriormente, la Junta de Andalucía, por medio de la Agencia IDEA, invirtió nuevamente 4 millones de euros a fondo perdido en la construcción de la nueva planta de platos precocinados de Dhul, que de igual manera se vieron malogrados.